# Guettarda roupaliifolia
Guettarda roupaliifolia är en måreväxtart som beskrevs av Henry Hurd Rusby. Guettarda roupaliifolia ingår i släktet Guettarda och familjen måreväxter. Inga underarter finns listade i Catalogue of Life.